# Gladys Hill
Gladys Hill (* 1916; † 8. April 1981 in New York City, New York) war eine US-amerikanische Drehbuchautorin und Schauspielerin, die durch ihre Zusammenarbeit mit John Huston und Kinofilmen wie Spiegelbild im goldenen Auge, Der Brief an den Kreml oder Der Mann, der König sein wollte international bekannt wurde.

## Leben und Karriere
Gladys Hill, geboren 1916, arbeitete zwischen 1946 und 1951 als Dialog-Regisseurin für Filme wie Der Fremde, Wir waren uns fremd oder Dem Satan singt man keine Lieder in Hollywood. Seit den frühen 1960er Jahren war sie dann für den Regisseur John Huston tätig, zuerst als dessen persönliche Assistentin und Beraterin bei zahlreichen seiner Filmproduktionen, später auch als dessen Drehbuchautorin. Ihren Durchbruch als Autorin im Kino gelang ihr im Jahr 1967, als sie für Hustons Film Spiegelbild im goldenen Auge mit Elizabeth Taylor und Marlon Brando in den Hauptrollen zusammen mit Chapman Mortimer das Drehbuch verfasste. 1970 schrieb sie dann zusammen mit Huston das Drehbuch zur Kinoproduktion Der Brief an den Kreml mit Bibi Andersson und Richard Boone. Für das Historiendrama Der Mann, der König sein wollte mit Sean Connery und Michael Caine in den Hauptrollen, erhielt sie zusammen mit John Huston 1976 eine Oscar-Nominierung in der Kategorie Bestes adaptiertes Drehbuch. 
Neben ihrer Tätigkeit als Drehbuchautorin arbeitete Gladys Hill auch gelegentlich als Schauspielerin, unter anderem sah man sie 1964 in dem Kinofilm Die Nacht des Leguan mit Richard Burton und Ava Gardner, darüber hinaus 1979 in John Hustons Kinoproduktion Der Ketzer und im selben Jahr neben dem Schauspieler Huston in William Richerts Filmdrama Philadelphia Clan.

## Auszeichnungen (Auswahl)
- 1976: Oscar-Nominierung in der Kategorie Bestes adaptiertes Drehbuch bei der Verleihung 1976 für das Historiendrama Der Mann, der König sein wollte zusammen mit John Huston

## Filmografie (Auswahl)

### Kino
als Drehbuchautorin
- 1967: Spiegelbild im goldenen Auge (Reflections in a Golden Eye)
- 1970: Der Brief an den Kreml (The Kremlin Letter)
- 1975: Der Mann, der König sein wollte (The Man Who Would Be King)

als Schauspielerin
- 1964: Die Nacht des Leguan (The Night of the Iguana)
- 1979: Philadelphia Clan (Winter Kills)
- 1979: Die Weisheit des Blutes (Wise Blood)